# Antarctic Science
Antarctic Science ist eine begutachtete wissenschaftliche Fachzeitschrift, die seit 1989 von Cambridge University Press herausgegeben wird. Sie ist multidisziplinär ausgerichtet und publiziert Studien aus diversen Fachgebieten wie Biologie, Geowissenschaften und Geisteswissenschaften, die sich mit der Antarktis auseinandersetzen. Veröffentlicht werden neben originären Forschungsarbeiten und Reviews auch Perspektiven, Meinungsartikel, Kurznachrichten zu Fortschritten und aktuellen Entdeckungen und Buchreviews.
Der Impact Factor lag im Jahr 2022 bei 1,6, der fünfjährige Impact Factor bei 1,7. 